# Зграда Учитељског дома у Нишу
Зграда Учитељског дома у Нишу, саграђена је 1933. године за потребе смештаја и рада учитеља и предата на управљање Учитељском удружењу Ниша. Представља заштићено непокретно културно добро као споменик културе.

## Градња
Учитељско удружење је на плацу добијеном од Општне 1922. године, са градњом зграде отпочело 1930. године према пројектима архитеката Јулијана Дјупона и Боре Симовића, који су уједно вршили и надзор над извођењем радова. Са изградњом је завршено 1932. године. Зграда је свечано отворена 10. јануара 1933. године. Изграђен је за потребе смештаја деце изгинулих улитеља у Првом светском рату и за разне културне и друштве потребе Југословенског удружења учитеља.
Учитељски дом је дизајниран у духу еклектицизма. Његов угаони положај одређује његову асиметричну полигоналну раван, а угаона фасада истакнута је великом осмоугаоном куполом. Зграда се састоји од приземља и другог спрата. Приземље и спрат су одвојени кабловима који хоризонтално испреплићу фасаде, вертикални ритам обезбеђују високи прозори одвојени стилизованим ангажованим пиластрима. Угаона фасада има балкон са балустрадом. У североисточном крилу зграде, у улици Краља Стефана Првовенчаног, налази се улаз са великим двокрилним степеништем које води у предсобље, а затим у свечану салу. Са предње стране, са стране Синђелићевог трга, главни улаз води у ходник и широко двоструко степениште које такође омогућава приступ учитељској соби са заједничком кухињом. Осим архитектонске вредности, зграда има историјски значај јер сведочи о развоју културних и образовних активности у јужној Србији. Елегантне је окер боје.

## Намена
У годинама после Другог светског рата у овој згради је била Уметничка школа,  у чијем дворишту су лети приређиване врло посећене игранке. У сали Учитељског дома  одржаване су школске позоришне представе, а једно време радио је и дечји биоскоп „Кекец”.
Током 1980-их и 1990-их, у приземљу дома било је представништво и нишка књижара Штампарије „Просвета”.
По најновијим информацијама, Зграда Учитељског дома биће реконструисана а самим тим биће јој и одрађена пренамена. Нова намена ће јој бити Омладински центар где ће се омогућити младима да стварају боље идеје и друштво. Овом реконструкцијом и променом намене зграде, омладина добија простор у коме би могла да се осећа слободно, буде креативна, да смишља неке нове, лепе ствари у смислу сликарства, музике, развоја сопствених потреба, потреба младих.Саму реконструкцију и пренамену зграде финансираће Град Ниш у сарадњи са Министарством туризма и омладине. 